# The Swiss Conspiracy
The Swiss Conspiracy is een Amerikaans-Duitse misdaadfilm uit 1976 onder regie van Jack Arnold.

## Verhaal
Een Zwitserse bankdirecteur ontdekt dat enkele belangrijke rekeninghouders worden afgeperst. Hij vraagt daarom de Amerikaanse detective David Christopher om hulp. Tijdens zijn onderzoek komt hij terecht in een web van intriges.

## Rolverdeling
| Acteur         | Personage         |
| -------------- | ----------------- |
| David Janssen  | David Christopher |
| Senta Berger   | Denise Abbott     |
| John Ireland   | Dwight McGowan    |
| John Saxon     | Robert Hayes      |
| Ray Milland    | Johann Hurtil     |
| Elke Sommer    | Rita Jensen       |
| Anton Diffring | Franz Benninger   |
| Arthur Brauss  | Korsak            |
| Inigo Gallo    | Kapitein Frey     |
| Curt Lowens    | Kosta             |
| David Hess     | Sando             |
| Hans-Jörg Bahl | Sergeant Schwand  |
| Sheila Ruskin  | Corinne           |
| Irmgard Först  | Florelle          |